# Hara & Andreas Konstantinou
Hara & Andreas Konstantinou (griechisch: Χαρά & Ανδρέας Κωνσταντίνου) war ein kurzlebiges zypriotisches Popduo, bestehend aus den Geschwistern Hara und Andreas Konstantinou.
Durch eine Jury ausgewählt durften sie beim Eurovision Song Contest 1997 für ihre Heimatinsel antreten. Mit dem Ethnopopsong Mana Mou erreichten sie Platz 5.